# Winthemia floridensis
Winthemia floridensis là một loài ruồi trong họ Tachinidae.